# 徳島県立中央武道館
徳島県立中央武道館（とくしまけんりつちゅうおうぶどうかん）は、徳島県徳島市徳島町城内の徳島中央公園内にある武道館である。
旧徳島武道館が青少年の健全育成の場として多大な貢献をしたが、老朽化した為、現在の位置に移転した。

## 施設
- 柔道場（2面・240畳敷）
  - 観覧席（196席）
  - 師範控室
- 弓道場（近的7人立）
  - 矢取廊下
  - 師範控室
  - 巻藁室
  - 選手控室
- 剣道場（2面）
  - 観覧席（226席）
  - 師範控室
- 事務室
- 研修室（和室31.5畳1室、6畳2室）
- トレーニング室
- 更衣室
- シャワー室

## アクセス
- JR徳島駅より徒歩約10分。
- 徳島市営バスの体育館前または合同庁舎前停留所下車すぐ。